# John Hickenlooper
John Hickenlooper, född 7 februari 1952 i Narberth, Pennsylvania, är en amerikansk demokratisk politiker. Han var guvernör i Colorado från 2011 till 2019.
Hickenlooper avlade 1974 sin kandidatexamen i engelska och 1980 master i geologi vid Wesleyan University. Han har varit verksam som entreprenör i Denver och ägde flera restauranger i LoDo (Lower Downtown).
Hickenlooper var borgmästare i Denver 2003–2011. I guvernörsvalet 2010 besegrade han Tom Tancredo som kandiderade för Constitution Party. Hickenlooper efterträdde den 11 januari 2011 Bill Ritter som Colorados guvernör.
Den 4 mars 2019 meddelade Hickenlooper att han kandiderade i det amerikanska presidentvalet år 2020. Hickenlooper avslutade sin kandidatur den 15 augusti 2019. Han meddelade därefter sin kandidatur till USA:s senat år 2020 i Colorado mot republikanen Cory Gardner. Han besegrade Gardner och tillträdde som senator den 3 januari 2021.